# 桑田山温泉
桑田山温泉（そうだやまおんせん）は、高知県須崎市桑田山乙にある温泉。須崎市の山間部で湧出している。

## 泉質
- アルカリ性単純硫黄冷鉱泉
  - 泉温　18.3℃
  - 源泉温度が低いため、加温している。

## 温泉地
須崎市街地から北へ5キロ離れた山あいに、一軒宿の「そうだ山温泉　和」が存在する。日帰り入浴可能。
旅館内の一部の客室には、温泉が引かれている。料理は地元の海の幸を使った食材を提供している。

## 歴史
開湯は1200年前の平安時代とされる。古くから湧出していた霊泉を弘法大師が薬水として紹介したことで広まったとされる。
平成24年（2012年）に改装を行い、平成25年（2013年）にグランドオープン露天風呂が新設された。

## 交通
鉄道
- JR土讃線吾桑駅より車で10分

自動車
- 高知自動車道須崎東ICから車で約5分。